# HD87488
HD87488 — хімічно пекулярна зоря спектрального класу B9, що має видиму зоряну величину в смузі V приблизно  7,0.
Вона  розташована на відстані близько 815,4 світлових років від Сонця.

## Фізичні характеристики
Телескоп Гіппаркос зареєстрував фотометричну змінність  даної зорі з періодом   18,20 доби в межах від  Hmin= 7,00 до  Hmax= 6,93.

## Пекулярний хімічний склад
Зоряна атмосфера HD87488 має підвищений вміст 
Eu
.